# Matthew Upson
Matthew James Upson, född 18 april 1979 i Hartismere, är en engelsk före detta fotbollsspelare (mittback).

## Internationell karriär
Upson spelade tolv matcher för Englands U21-landslag och gjorde två mål. Hans goda spel för Birmingham City i Premier League säsongen 2002/2003 ledde till att han togs ut till Englands A-landslag och han gjorde sin debut för England mot Sydafrika i maj 2003. Han hann spela sju landskamper under tiden han spelade för Birmingham.
Upson var med i Fabio Capellos första landslagstrupp i februari 2008 i en träningsmatch mot Schweiz på Wembley.
Upson gjorde sitt första mål för England den 19 november 2008 i en träningsmatch mot Tyskland. Matchen slutade 2–1 till England och Upson fick ITV:s pris för bästa spelare.
Den 9 augusti 2011 skrev Upson på ett tvåårskontrakt med Stoke City.

### Landslagsmål
| Nr | Datum       | Stadium                          | Motståndarlag | Mål | Resultat | Tävling       | Antal mål |
| -- | ----------- | -------------------------------- | ------------- | --- | -------- | ------------- | --------- |
| 1  | 19 nov 2008 | Olympiastadion, Berlin           | Tyskland      | 1–0 | 2–1      | Träningsmatch | 1         |
| 2  | 27 jun 2010 | Free State Stadium, Bloemfontein | Tyskland      | 1-2 | 1–4      | VM 2010       | 1         |